# انریکه گرانادوس
انریکه گرانادوس (اسپانیایی: Enrique Granados‎; ‏۲۷ ژوئیهٔ ۱۸۶۷ – ۲۴ مارس ۱۹۱۶) آهنگساز، و پیانونواز برجستهٔ اهل اسپانیا بود. سبک موسیقایی خاصِ اسپانیایی‌اش او را در جایگاه یکی از مهمترین موسیقی‌دانان ملی اسپانیا نشانده است.
گرانادوس همچنین برندهٔ جوایزی همچون لژیون دونور شده است.